# Tromboplastyna tkankowa
Tromboplastyna tkankowa, trombokinaza tkankowa, czynnik tkankowy, czynnik III lub CD142 – białko aktywujące szlak zewnątrzpochodny kaskady krzepnięcia krwi, w wyniku którego w obecności jonów wapniowych (Ca2+) nieaktywny fibrynogen przekształcany jest w aktywną fibrynę i utworzenie skrzepu oraz zatamowanie krwawienia (hemostaza). Uwolnienie tromboplastyny zachodzi wskutek uszkodzenia komórek okołonaczyniowych (np. fibroblastów). Syntezowana jest w komórkach tkanek, w stanie zapalnym występuje również w śródbłonku i monocytach.